# Sistema de Archivos de la Defensa
El Sistema de Archivos de la Defensa (SAD) es un equipo multidisciplinario creado mediante la Resolución 1131 del Ministerio de Defensa de Argentina. Se creó el 23 de octubre de 2015 con el propósito de unificar los criterios de conservación, catalogación, digitalización y apertura de los documentos obrantes en los acervos documentales de las Fuerzas Armadas, el Ministerio de Defensa y sus organismos descentralizados.
El SAD ofrece a la ciudadanía la posibilidad de acceder a testimonios audiovisuales, artículos periodísticos e información sobre los archivos disponibles y sus respectivos acervos.
Entre los acervos documentales trabajados por el equipo técnico del SAD y puestos a disposición de la comunidad se encuentran: Fondo Malvinas, actas de la Junta Militar, del fondo Isaac F. Rojas y del penal de Magdalena.